# Matador (film 1986)
Matador è un film del 1986 diretto da Pedro Almodóvar e scritto dallo stesso regista insieme allo scrittore Jesús Ferrero.

## Trama
Diego Montes è un famoso torero, che a causa di un'incornata è stato costretto al pensionamento anticipato. La sua passione per le arene e la morte violenta che infliggeva ai tori lo hanno portato a sviluppare perversioni sessuali che sfoga assistendo a video erotici dove prova gratificazione in seguito alla morte violenta degli amanti. Una volta in pensione, ha aperto una scuola d'insegnamento della corrida, e tra i suoi studenti è molto stimato da Ángel un ragazzo molto chiuso che soffre di vertigini.
Durante un episodio di vertigine Ángel ha una visione di una donna che uccide un uomo durante un rapporto sessuale trafiggendolo con una spilla, che portava tra i capelli, alla base del collo tra le scapole, allo stesso modo di come un matador uccide un toro.
Al termine di una lezione, Diego chiede ad Angel se lui sia omosessuale, notando che è molto impacciato con le donne. Ángel dice che non lo è, e giura di dimostrarglielo. Così pianifica di avere un rapporto sessuale con Eva, una giovane e bella vicina di casa, modella e fidanzata del maestro Diego. Mentre la sorprende in una serata di pioggia e  tenta di violentarla, Eva inciampa nel fango e si ferisce la guancia. Alla vista del sangue, Ángel sviene. Il giorno dopo, la madre di Ángel insiste sul fatto che deve andare in chiesa come condizione per continuare a vivere nella sua casa. Dopo la messa, lei insiste che lui vada a confessarsi, ma invece di svelare il suo misfatto al prete, va alla stazione di polizia a confessare lo stupro al commissario Del Valle, il quale convoca Eva al commissariato e lei dice che il ragazzo ha eiaculato prima di penetrarla, rifiutando così di sporgere denuncia. Rimasto solo con il commissario di polizia, Ángel nota nella scrivania alcune foto di uomini morti con la stessa ferita inflitta dalla donna e che lui aveva già visto durante la sua precedente visione da vertigine. Egli confessa di averli uccisi. Il commissario chiede quindi di due donne scomparse, che erano studentesse di Diego, e Angel confessa di aver ucciso anche loro. 
Anche se Ángel è in grado di indicare alla polizia dove sono stati sepolti i corpi delle donne scomparse, e proprio davanti alla casa di Diego, il commissario Del Valle non è convinto. Egli infatti si domanda come Ángel abbia potuto seppellire le donne senza il consenso di Diego, per poi scoprire che Angel ha un alibi per l'uccisione di uno degli uomini. Infine, scopre che Ángel sviene alla vista del sangue, il che lo assolve dalle dinamiche degli omicidi. Nel frattempo, l'avvocato di Ángel, María Cardenal, che è la stessa donna che è stata mostrata in precedenza e che ha ucciso uno degli uomini durante la visione di vertigine di Ángel, comincia a sospettare che Diego abbia ucciso le due studentesse. Porta Diego a una casa isolata, dove ha raccolto cimeli legati a lui da quando ha visto uccidere un toro. Tornato a casa Diego trova Eva. Lei vuole convincerlo a non lasciarla anche se ha capito che lui e Maria sono i veri assassini. Eva cerca anche di convincere Maria a lasciare Diego ma non riuscendoci va alla polizia. Mentre Eva dice al commissario quello che ha sentito, la psichiatra di Ángel, Julia, lo chiama svelando che Angel ha visto Diego e María mentre è in trance a causa delle vertigini di cui soffre. Àngel afferma che entrambi che sono in pericolo e sempre in trance li guida a casa di María. Proprio nel momento in cui la polizia, Ángel, Julia ed Eva arrivano si sente un colpo di pistola. María ha accoltellato Diego tra le scapole e si è poi sparata in bocca mentre stavano facendo l'amore. Osservando la scena il commissario dice che è meglio così e che non ha mai visto nessuno più felice.

## Sceneggiatura
Da un canovaccio scritto da Almodovar in continuità con la “deliberata insistenza del brutto fine a se stesso” che caratterizza i primi film del regista iberico si sviluppa il suo film più “astratto”, più “fantastico”, quasi una “leggenda”.
La trama si articola sulla vicenda di un'attrice nana di 38 anni rimasta disoccupata, in quanto non trova più registi disposti ad affidarle i ruoli di bambina nei quali si era specializzata, e di un regista a corto di denaro per finanziare i suoi progetti.
Tramite un'inserzione su giornale i due si incontrano promuovendo una proficua joint-venture: lei fornirà il denaro – si tratta solo di staccare i fili della macchina che tiene in vita il ricco padre; lui ha già pronta una sceneggiatura "hardcore", in cui la protagonista è per l'appunto una bambina.
Ma la nana ha anche un amico d'infanzia afflitto da un problema: gli capita di portarsi a letto dei giovani compagni e di trovarseli morti a fianco, al risveglio, senza ricordare di averli uccisi...
È su quest'ultimo personaggio che alla fine si concentra l'attenzione di Almodovar. Lo interessa il tema della morte, in particolare, come atto supremo di libertà, di fronte alla inevitabile decadenza della bellezza e della passione, imposta dalle convenzioni sociali.
In ciò, il regista attinge a piene mani da Georges Bataille e Yukio Mishima. La figura del torero, del Matador , si prestava alla perfezione nell'incarnare la vicinanza della morte e al sangue. Un contributo determinante alla decantazione di un materiale romantico e passionale, legato ai riferimenti alla cultura spagnola, giunge dalla collaborazione alla sceneggiatura dello scrittore Jesús Ferrero.
È la prima collaborazione di gran talento che Almodovar ottiene per una sceneggiatura di un suo film. Il regista attribuisce questo intervento alla “freddezza”, al rigore quasi hitchcockiano, alla capacità di “rendere universale e atemporale” un materiale tanto rovente e geograficamente connotato.
Inoltre, pretese dagli attori assoluta fedeltà al copione, senza licenze interpretative, di solito presenti e concordate nei suoi precedenti film. A Ferrero si deve anche quella frase pronunciata, in prossimità dell'eclissi, che rappresenta forse la metafora più chiara di quanto sta per avvenire:

## Produzione
A seguito del successo dei film precedenti, il produttore Andrés Vicente Gomes non incontrò alcun problema a raccogliere i 120 milioni di pesetas necessari per il progetto. Metà della somma venne infatti concessa dal governo spagnolo, che, dopo la vittoria dei socialisti, aveva avviato, con la regista Pilar Mirò a capo del settore cinema del Ministero della cultura, un programma di sovvenzioni.
Questo nuovo clima culturale non mancò di avere un effetto sull'orientamento dei fratelli Almodovar, che, dal film successivo, "la legge del desiderio", decisero di imporsi sulle scelte in tema di produzione e distribuzione dei propri film, fondando la propria società di distribuzione, la El Deseo.

## Fotografia e set
In un film tanto controllato, anche gli “eccessi cromatici” della fotografia di Ángel Luis Fernández rispondono alle istruzioni del regista che gli aveva suggerito di ispirarsi ad opere precedenti, segnate dal binomio passione-morte, tra cui: Pandora, di Albert Lewin, melodramma surrealista, gravitante anch'esso attorno al mondo della corrida, all'aggressività del primo technicolor, Duello al sole, in particolare, e alla filmografia di Douglas Sirk.
Anche alla scelta dei set, tutti di Madrid, si legavano esigenze simboliche: così per il Viadotto, luogo famoso, nella città, per i suicidi, dove Maria racconta a Diego di come, avendo casualmente assistito alla morte di una persona, si fosse sentita librare al di fuori del proprio corpo.